# Autoroute A26 (Portugal)
Pour les articles homonymes, voir A26.
L'autoroute portugaise A26 relie actuellement Sines à Santiago do Cacém. Ce tronçon de 15 km va être prolongé jusqu'à Beja, les travaux ayant débuté en septembre 2010.
Le tronçon actuellement en construction entre Roncão et Beja sera payant.

## État des tronçons
| Tronçon                                        | État (2012) | km   |
| ---------------------------------------------- | --- | ---- |
| Sines - Santiago do Cacém-Ouest                | En service (en cours de mise aux normes autoroutières) (Concession: Baixo Alentejo)                                                                    | 11,2 |
| Santiago do Cacém-Ouest - Roncão               | Travaux suspendus pour cause de crise économique depuis 09/2012 (Concession: Baixo Alentejo) Mise en service: indeterminée (50 % des travaux réalisés) | 16,2 |
| Roncão - Grândola-Sud ()                       | Travaux suspendus pour cause de crise économique depuis 09/2012 (Concession: Baixo Alentejo) Mise en service: indeterminée (50 % des travaux réalisés) | 23,2 |
| Grândola-Sud () - Santa Margarida do Sado      | Travaux suspendus pour cause de crise économique depuis 09/2012 (Concession: Baixo Alentejo) Mise en service: 2014/2015 (30 % des travaux réalisés)    | 7    |
| Santa Margarida do Sado - Ferreira do Alentejo | Travaux suspendus pour cause de crise économique depuis 09/2012 (Concession: Baixo Alentejo) Mise en service: indeterminée (30 % des travaux réalisés) | 19,4 |
| Ferreira do Alentejo - Beja (São Brissos)      | Travaux suspendus pour cause de crise économique depuis 09/2012 (Concession: Baixo Alentejo) Mise en service: indeterminée (30 % des travaux réalisés) | 18,6 |
| Beja (São Brissos) - Baleizão                  | Adjudication du projet repoussée pour cause de crise économique (Concession : Baixo Alentejo)                                                          | 25,1 |

## Capacité
| Section      | Capacité | Longueur |
| ------------ | -------- | -------- |
| Sines - Beja |          | 95 km    |

## Itinéraire

Carte de l'A26

| Sorties                                      | Villes                                       |
| -------------------------------------------- | -------------------------------------------- |
|                                              | Sines-Centre                                 |
| 01                                           | Sines-Est                                    |
| 02                                           | Sines-Sud IC 4 Vila Nova de Santo André IC 4 |
| 03                                           | Zone industrielle de Sines                   |
| 04                                           | Ortiga                                       |
| 05                                           | Santiago do Cacém-Ouest                      |
| 06                                           | Santiago do Cacém-Nord                       |
| 07                                           | Santa Cruz                                   |
| Aire de service de Santiago do Cacém (km)    |                                              |
| 08                                           | Grândola IC 33                               |
| 09                                           | Grândola - Lisbonne IC 1 Algarve IC 1        |
| (En projet)                                  | Evora IC 33                                  |
| 10                                           | Santa Margarida do Sado                      |
| 11                                           | Figueira dos Cavaleiros                      |
| Aire de service de Ferreira do Alentejo (km) |                                              |
| 12                                           | Ferreira do Alentejo                         |
| 13                                           | Beringel                                     |
| 14                                           | São Brissos Aéroport de Beja                 |
| IP 8                                         | Beja - Serpa - Vila Verde de Ficalho         |